# Morti il 9 luglio
| Questa pagina contiene informazioni ricavate automaticamente dalle voci biografiche con l'ausilio del template Bio e di un bot. L'aggiornamento è periodico e automatico e ricostruisce completamente la pagina. Se manca una persona in questa lista, sei pregato di non aggiungerla, ma accertati piuttosto che la sua voce biografica contenga il template Bio e che i dati anagrafici siano correttamente compilati. Se il template Bio manca, inseriscilo tu stesso o, in alternativa, metti l'avviso {{tmp\|Bio}} che ne segnala la mancanza. Se i dati riportati sono sbagliati, correggi direttamente la voce biografica; le modifiche saranno visibili in questa lista entro pochi giorni. Per chiarimenti vedi il progetto biografie. La lista contiene solo le 462 persone che sono citate nell'enciclopedia e per le quali è stato implementato correttamente il template Bio. Pagina aggiornata al 13 ago 2025. |

## VI secolo(1)
- 518 - Anastasio I Dicoro, imperatore romano

## IX secolo(1)
- 880 - Ariwara no Narihira, nobile e poeta giapponese (n. 825)

## X secolo(1)
- 953 - Wicfrido di Colonia, arcivescovo cattolico tedesco

## XIII secolo(2)
- 1228 - Stephen Langton, arcivescovo cattolico e cardinale inglese
- 1270 - István Báncsa, cardinale e arcivescovo cattolico ungherese

## XIV secolo(5)
- 1302 - Giovanni Savelli, vescovo cattolico italiano
- 1348 - Dominique Serra, cardinale francese
- 1363 - Giovanna di Valois, nobile francese (n. 1304)
- 1386 - Leopoldo III d'Asburgo, duca (n. 1351)
- 1386 - Arnold von Winkelried, cavaliere medievale svizzero

## XV secolo(4)
- 1441 - Jan van Eyck, pittore fiammingo
- 1474 - Isotta degli Atti, nobile italiana
- 1479 - Giovanni Stewart, conte di Mar, principe scozzese (n. 1456)
- 1491 - Giovanna Scopelli, religiosa italiana (n. 1439)

## XVI secolo(13)
- 1504 - Piero da Vinci, italiano (n. 1426)
- 1516 - Luis Mercader Escolano, diplomatico, vescovo cattolico e monaco cristiano spagnolo (n. 1444)
- 1521 - Raffaele Riario, cardinale italiano (n. 1461)
- 1524 - Sibilla di Hohenzollern, nobile (n. 1467)
- 1535 - Antonio Duprat, arcivescovo cattolico e cardinale francese (n. 1463)
- 1546 - Robert Maxwell, V Lord Maxwell, nobile, militare e politico scozzese (n. 1493)
- 1556 - Girolamo da Santacroce, pittore italiano
- 1561 - Sebald Heyden, compositore e cantore tedesco (n. 1499)
- 1572 - Giovanni da Colonia, presbitero e santo tedesco
- 1575 - Tsuchiya Masatsugu, militare giapponese (n. 1544)
- 1582 - Zhang Juzheng, politico cinese (n. 1525)
- 1583 - Alfonso Ceccarelli, falsario, storico e scrittore italiano (n. 1532)
- 1592 - Juan Corrionero, vescovo spagnolo

## XVII secolo(13)
- 1604 - Giacomo Del Duca, architetto e scultore italiano (n. 1520)
- 1604 - Anne Russell, nobildonna inglese (n. 1548)
- 1617 - John Herbert, avvocato, diplomatico e politico gallese (n. 1550)
- 1618 - Diego de Pantoja, gesuita e missionario spagnolo (n. 1571)
- 1639 - Antonius Walaeus, predicatore e teologo olandese (n. 1553)
- 1644 - Giulio Savelli, cardinale e arcivescovo cattolico italiano (n. 1574)
- 1654 - Ferdinando IV d'Asburgo, re (n. 1633)
- 1661 - Federico del Palatinato-Zweibrücken, nobile tedesco (n. 1616)
- 1661 - Francesco Paolucci, cardinale italiano (n. 1581)
- 1671 - Jacopo Artaldo Castelvì, politico e militare italiano (n. 1606)
- 1673 - Johann Rudolph Ahle, compositore e organista tedesco (n. 1625)
- 1677 - Angelus Silesius, poeta e mistico tedesco (n. 1624)
- 1698 - Live Larsdatter, farmacista danese (n. 1575)

## XVIII secolo(21)
- 1706 - Pierre Le Moyne d'Iberville, navigatore e esploratore francese (n. 1661)
- 1712 - Gabriel Revel, pittore francese (n. 1642)
- 1727 - Veronica Giuliani, mistica e badessa italiana (n. 1660)
- 1729 - Elisabetta Lazzarini, pittrice italiana (n. 1662)
- 1732 - Donato Anzani, vescovo cattolico italiano (n. 1658)
- 1737 - Gian Gastone de' Medici, sovrano italiano (n. 1671)
- 1746 - Filippo V di Spagna, re spagnolo (n. 1683)
- 1747 - Giovanni Bononcini, compositore e violoncellista italiano (n. 1670)
- 1754 - Marino Bozzatini, vescovo cattolico italiano (n. 1690)
- 1755 - Johann Gottlob Harrer, compositore tedesco (n. 1703)
- 1758 - José Manuel da Câmara d'Atalaia, cardinale e patriarca cattolico portoghese (n. 1686)
- 1768 - Giovanni Carafa di Noja, nobile e matematico italiano (n. 1715)
- 1768 - Lorenzo Da Ponte, vescovo cattolico italiano (n. 1695)
- 1774 - Anna Morandi Manzolini, anatomista e scultrice italiana (n. 1714)
- 1775 - Ayşe Sultan, principessa ottomana (n. 1715)
- 1786 - Felice Sabatelli, astronomo e matematico italiano (n. 1710)
- 1791 - Jacques-Nicolas Tardieu, incisore francese (n. 1716)
- 1794 - Pierre-Louis Moreau-Desproux, architetto francese (n. 1727)
- 1797 - Edmund Burke, politico, filosofo e scrittore britannico (n. 1729)
- 1797 - François-Léonor de Tournély, presbitero francese (n. 1767)
- 1799 - Olivier Remigius von Wallis auf Carrighmain, generale austriaco (n. 1742)

## XIX secolo(55)
- 1809 - Antonio Eximeno, insegnante e musicologo spagnolo (n. 1729)
- 1809 - Jacques-Joseph Oudet, militare francese (n. 1772)
- 1813 - Nicola Manfroce, compositore italiano (n. 1791)
- 1814 - Daniel Delany, vescovo cattolico irlandese (n. 1747)
- 1817 - Jean-Antoine-Théodore Giroust, pittore francese (n. 1753)
- 1821 - Kyprianos di Cipro, arcivescovo ortodosso e politico cipriota (n. 1756)
- 1828 - Gilbert Stuart, pittore statunitense (n. 1755)
- 1829 - Henry FitzGerald, politico irlandese (n. 1761)
- 1831 - Louis-Marie-Céleste d'Aumont, nobile, generale e politico francese (n. 1762)
- 1835 - Sofia di Sassonia-Coburgo-Saalfeld, principessa (n. 1778)
- 1837 - Pierre Louis du Cambout de Coislin, generale, politico e nobile francese (n. 1769)
- 1837 - Giuseppe Tranchina, medico italiano (n. 1797)
- 1843 - Washington Allston, pittore e scrittore statunitense (n. 1779)
- 1843 - Caroline Pichler, scrittrice, poetessa e critica letteraria austriaca (n. 1769)
- 1848 - Jaime Balmes, filosofo e presbitero spagnolo (n. 1810)
- 1850 - Jean-Pierre Boyer, militare e politico haitiano (n. 1776)
- 1850 - Báb, profeta persiano (n. 1819)
- 1850 - Zachary Taylor, politico e generale statunitense (n. 1784)
- 1851 - Caterina Lipparini, cantante lirica italiana (n. 1793)
- 1855 - Mary Hamilton-Nisbet, nobildonna scozzese (n. 1778)
- 1855 - William Edward Parry, ammiraglio, astronomo e esploratore inglese (n. 1790)
- 1856 - Amedeo Avogadro, fisico e chimico italiano (n. 1776)
- 1857 - Ignacio Álvarez Thomas, militare e politico argentino (n. 1787)
- 1857 - Filippo Farina, militare e politico italiano (n. 1795)
- 1863 - Christian Friedrich von Stockmar, politico belga (n. 1787)
- 1865 - Carl Rahl, pittore austriaco (n. 1812)
- 1866 - Antonio Matteucci, cardinale italiano (n. 1802)
- 1869 - Giuseppe Plochiù, politico italiano
- 1870 - Augustus Baldwin Longstreet, scrittore, avvocato e predicatore statunitense (n. 1790)
- 1871 - Anton Altmann, pittore austriaco (n. 1808)
- 1872 - Maximilien Melleville, storico e letterato francese (n. 1807)
- 1874 - Aronne Mauri, incisore italiano (n. 1804)
- 1875 - Jacques-Marie-Adrien-Césaire Mathieu, cardinale e arcivescovo cattolico francese (n. 1796)
- 1875 - Christian Ruben, pittore tedesco (n. 1805)
- 1878 - Barthélemy Charles Joseph Dumortier, botanico, naturalista e politico belga (n. 1797)
- 1878 - Nikolaj Aleksandrovič Verëvkin, militare russo (n. 1820)
- 1879 - Lodovico Pallavicino Mossi, politico italiano (n. 1803)
- 1880 - Paul Broca, antropologo, neurologo e chirurgo francese (n. 1824)
- 1881 - Roberto Lawley, naturalista e paleontologo italiano (n. 1818)
- 1881 - Paul de Saint-Victor, giornalista francese (n. 1827)
- 1882 - Gertrude Falkenstein, contessa (n. 1803)
- 1883 - Filippo Pacini, anatomista e patologo italiano (n. 1812)
- 1884 - Jakob August Lorent, archeologo, chimico e fotografo tedesco (n. 1813)
- 1885 - Pietro Torrigiani, politico e magistrato italiano (n. 1810)
- 1892 - Giuseppe Marino Garibotto, patriota e militare italiano (n. 1840)
- 1894 - Juventino Rosas, compositore e violinista messicano (n. 1868)
- 1896 - Narciso Feliciano Pelosini, politico e scrittore italiano (n. 1833)
- 1897 - Luigi Caburlotto, presbitero italiano (n. 1817)
- 1897 - Augustus Tolton, presbitero statunitense (n. 1854)
- 1897 - Luigi Mattia Zorn, arcivescovo cattolico sloveno (n. 1831)
- 1899 - Francesco Vizioli, politico italiano (n. 1835)
- 1900 - Elia Facchini, presbitero italiano (n. 1839)
- 1900 - Francesco Fogolla, missionario e vescovo cattolico italiano (n. 1839)
- 1900 - Gregorio Maria Grassi, vescovo cattolico, missionario e santo italiano (n. 1833)
- 1900 - Maria Amandina di Schakkebroek, religiosa e missionaria belga (n. 1872)

## XX secolo(212)
- 1902 - William Marvin, politico e giudice statunitense (n. 1808)
- 1902 - Giangiacomo Trivulzio, nobile, politico e numismatico italiano (n. 1839)
- 1903 - Miltiadīs Gouskos, pesista greco (n. 1877)
- 1904 - Édouard Thilges, politico lussemburghese (n. 1817)
- 1907 - Edward Pelham-Clinton, politico inglese (n. 1836)
- 1908 - Peter Dangl, alpinista austriaca (n. 1844)
- 1909 - George Robinson, I marchese di Ripon, politico e diplomatico britannico (n. 1827)
- 1909 - Gaston de Galliffet, militare francese (n. 1830)
- 1910 - Charles-Alexandre Coëssin de la Fosse, pittore e incisore francese (n. 1829)
- 1910 - Ignazio Marsengo-Bastia, magistrato e politico italiano (n. 1851)
- 1913 - Vasil Čekalarov, rivoluzionario bulgaro (n. 1874)
- 1914 - Charles Ragon de Bange, militare e progettista francese (n. 1833)
- 1915 - Carl Walther, imprenditore e inventore tedesco (n. 1858)
- 1916 - Adolfo di Schaumburg-Lippe, nobile (n. 1859)
- 1916 - Hans Schmidt, calciatore tedesco (n. 1887)
- 1916 - Carlo Simoncini e Sady Serafini, militare sammarinese (n. 1892)
- 1916 - Bin Ueda, poeta, critico letterario e traduttore giapponese (n. 1874)
- 1918 - James McCudden, aviatore britannico (n. 1895)
- 1920 - Angelico Lipani, presbitero e religioso italiano (n. 1842)
- 1921 - Marianne Brandt, contralto austriaco (n. 1842)
- 1922 - Mori Ōgai, scrittore giapponese (n. 1862)
- 1923 - Alfredo Comandini, giornalista e politico italiano (n. 1853)
- 1923 - Corrado Corradino, poeta, critico letterario e storico italiano (n. 1852)
- 1923 - William Rufus Day, politico e diplomatico statunitense (n. 1849)
- 1923 - Gennaro Finamore, medico, antropologo e lessicografo italiano (n. 1836)
- 1925 - Giovanni Lomazzi, orafo italiano (n. 1853)
- 1926 - Rose Hawthorne Lathrop, religiosa statunitense (n. 1851)
- 1927 - John Drew, Jr., attore teatrale statunitense (n. 1853)
- 1928 - Luigi Nava, generale italiano (n. 1851)
- 1929 - Julian Fałat, pittore polacco (n. 1853)
- 1929 - Ignazio Testasecca, imprenditore, politico e filantropo italiano (n. 1849)
- 1930 - Vincenzo Vannutelli, cardinale e arcivescovo cattolico italiano (n. 1836)
- 1932 - Paul-Émile Bel, calciatore francese (n. 1896)
- 1932 - King Camp Gillette, imprenditore e inventore statunitense (n. 1855)
- 1934 - Giuseppe Gianfranceschi, fisico e presbitero italiano (n. 1875)
- 1934 - Ulrich Wieland, alpinista e ingegnere tedesco (n. 1902)
- 1935 - Pietro La Fontaine, cardinale e patriarca cattolico italiano (n. 1860)
- 1937 - Luigi Azzini, ciclista su strada italiano (n. 1884)
- 1937 - Oliver Law, sindacalista statunitense (n. 1900)
- 1938 - Benjamin Nathan Cardozo, giudice statunitense (n. 1870)
- 1938 - Claude Montefiore, storico e teologo britannico (n. 1858)
- 1938 - Frederick Peterson, neurologo e pittore statunitense (n. 1859)
- 1939 - Archimede Bresciani, pittore italiano (n. 1881)
- 1939 - Carlo Chiostri, pittore e illustratore italiano (n. 1863)
- 1939 - George Latham, allenatore di calcio e calciatore gallese (n. 1881)
- 1939 - Juan Pratto, calciatore argentino (n. 1903)
- 1939 - Boris Pinhasovič Tomaševskij, cantante, attore e editore ucraino (n. 1868)
- 1940 - Bruno Caleari, militare italiano (n. 1908)
- 1940 - Valerio Scarabellotto, ufficiale e aviatore italiano (n. 1905)
- 1940 - Gino Vesci, militare e aviatore italiano (n. 1916)
- 1942 - Ferruccio Dardi, militare italiano (n. 1912)
- 1942 - Paolina Visintainer, religiosa e santa austriaca (n. 1865)
- 1943 - Massimo Di Donato, magistrato e politico italiano (n. 1874)
- 1943 - Eugenio Maury di Morancez, imprenditore e politico italiano (n. 1858)
- 1943 - Armin Thiede, militare e aviatore tedesco (n. 1907)
- 1944 - Paolo Lanzerotti, architetto e ingegnere italiano (n. 1875)
- 1944 - Frederic John Walker, militare britannico (n. 1896)
- 1945 - Luigi Aldrovandi Marescotti, nobile, diplomatico e politico italiano (n. 1876)
- 1945 - Giulio Bemporad, astronomo e matematico italiano (n. 1888)
- 1945 - Félix Díaz, generale e politico messicano (n. 1868)
- 1945 - Raul Forti, militare italiano (n. 1893)
- 1945 - Maria Pawlikowska-Jasnorzewska, poetessa e drammaturga polacca (n. 1894)
- 1947 - Riccardo Barilla, imprenditore italiano (n. 1880)
- 1947 - Lucjan Żeligowski, generale e politico polacco (n. 1865)
- 1948 - James Baskett, attore e cantante statunitense (n. 1904)
- 1948 - Alcibiade Diamandi, politico greco (n. 1893)
- 1948 - Ragnar Sohlman, manager svedese (n. 1870)
- 1949 - Giuseppe Pauri, pittore italiano (n. 1882)
- 1950 - Isma'il Sidqi, politico egiziano (n. 1875)
- 1951 - Giannina Arangi-Lombardi, soprano italiano (n. 1891)
- 1951 - Harry Heilmann, giocatore di baseball statunitense (n. 1894)
- 1951 - Egbert Van Alstyne, compositore e pianista statunitense (n. 1878)
- 1952 - Max Clarenbach, pittore tedesco (n. 1880)
- 1952 - Giorgio Pasquali, filologo classico e grammatico italiano (n. 1885)
- 1953 - Alfredo Acito, filosofo italiano (n. 1898)
- 1953 - Cesare Giarratano, filologo classico e latinista italiano (n. 1880)
- 1953 - Peter Werner Häberlin, fotografo svizzero (n. 1912)
- 1953 - Annie Kenney, attivista inglese (n. 1879)
- 1953 - Sergio Mochi Onory, medievista e storico italiano (n. 1902)
- 1953 - Henri Padé, matematico francese (n. 1863)
- 1954 - Edith Howes, educatrice e scrittrice neozelandese (n. 1872)
- 1954 - James Shepherd, tiratore di fune britannico (n. 1884)
- 1955 - Artur Virgílio Alves dos Reis, truffatore portoghese (n. 1896)
- 1955 - Adolfo de la Huerta, politico e generale messicano (n. 1881)
- 1956 - Alfred Wäger, generale tedesco (n. 1883)
- 1957 - Elena Ivanovna Barulina, botanica e genetista sovietica (n. 1895)
- 1957 - André Chevrillon, scrittore francese (n. 1864)
- 1957 - Émile-Georges Drigny, nuotatore e pallanuotista francese (n. 1883)
- 1958 - Queen Avery Coonley, filantropa, educatrice e mecenate statunitense (n. 1874)
- 1958 - Orazio Toraldo di Francia, ufficiale e geografo italiano (n. 1884)
- 1959 - Fulvio Balisti, militare e politico italiano (n. 1890)
- 1959 - Jerzy Leszczyński, attore polacco (n. 1884)
- 1959 - Carl Moos, illustratore tedesco (n. 1878)
- 1959 - Giovanni Pallastrelli, politico e agronomo italiano (n. 1881)
- 1959 - Félix Quesada, calciatore spagnolo (n. 1902)
- 1959 - Frank Vaughn, calciatore statunitense (n. 1902)
- 1960 - Semën Alekseevič Lavočkin, ingegnere aeronautico sovietico (n. 1900)
- 1960 - Ibrahim IV di Kelantan, sovrano malese (n. 1897)
- 1960 - Kurt Bertram von Döring, generale e aviatore tedesco (n. 1889)
- 1961 - Whittaker Chambers, giornalista, scrittore e agente segreto statunitense (n. 1901)
- 1961 - Vicente Iranzo Enguita, politico spagnolo (n. 1889)
- 1962 - Georges Bataille, scrittore, antropologo e filosofo francese (n. 1897)
- 1962 - Max Leopold Wagner, etnologo, linguista e filologo tedesco (n. 1880)
- 1963 - Giovanni Gallina, calciatore italiano (n. 1892)
- 1963 - Dave MacMillan, allenatore di pallacanestro statunitense (n. 1886)
- 1963 - Frank Mayo, attore statunitense (n. 1886)
- 1965 - Raffaele Corso, etnografo e antropologo italiano (n. 1885)
- 1965 - Louis Harold Gray, fisico britannico (n. 1905)
- 1966 - Marija Petković, religiosa croata (n. 1892)
- 1967 - Fadhma Aït Mansour Amrouche, scrittrice berbera
- 1967 - Eugen Fischer, medico tedesco (n. 1874)
- 1967 - Douglas MacLean, attore, sceneggiatore e produttore cinematografico statunitense (n. 1890)
- 1968 - Viktor Blinov, hockeista su ghiaccio sovietico (n. 1945)
- 1968 - Alexander Cadogan, politico britannico (n. 1884)
- 1968 - Alfredo Foglino, calciatore uruguaiano (n. 1892)
- 1968 - Bruno Nardi, filosofo italiano (n. 1884)
- 1968 - Giuseppe Pompilj, matematico e statistico italiano (n. 1913)
- 1969 - Károly Dietz, calciatore e allenatore di calcio ungherese (n. 1885)
- 1969 - Raizō Tanaka, ammiraglio giapponese (n. 1892)
- 1971 - Walter Cerrini, generale italiano (n. 1899)
- 1972 - Luis Arrieta, calciatore argentino (n. 1914)
- 1972 - Robert Weede, baritono statunitense (n. 1903)
- 1973 - Mário de Noronha, schermidore portoghese (n. 1885)
- 1974 - Jim Bausch, multiplista statunitense (n. 1906)
- 1974 - Mario Chiodi, calciatore italiano (n. 1896)
- 1974 - Sonia Gaskell, ballerina, coreografa e direttrice artistica lituana (n. 1904)
- 1974 - Leota Lorraine, attrice statunitense (n. 1899)
- 1974 - Georges Ribemont-Dessaignes, scrittore e pittore francese (n. 1884)
- 1974 - Earl Warren, giurista e politico statunitense (n. 1891)
- 1975 - Carlo Campanella, mafioso statunitense (n. 1879)
- 1975 - Roman Odzierzyński, politico polacco (n. 1892)
- 1975 - Franz Six, generale tedesco (n. 1909)
- 1976 - Arnold Gingrich, critico letterario e giornalista statunitense (n. 1903)
- 1976 - Albert Öijermark, calciatore svedese (n. 1900)
- 1977 - Sergio Capogna, regista cinematografico, sceneggiatore e montatore italiano (n. 1926)
- 1977 - Loren Eiseley, antropologo, filosofo e docente statunitense (n. 1907)
- 1977 - Alice Paul, attivista statunitense (n. 1885)
- 1977 - Umberto Sampietro, politico italiano (n. 1902)
- 1978 - Stere Adamache, calciatore rumeno (n. 1941)
- 1978 - Maria Del Rio, medico, scienziata e storica italiana (n. 1892)
- 1978 - Garibaldi Spighi, cavaliere italiano (n. 1891)
- 1979 - Ermanno Donati, produttore cinematografico italiano (n. 1920)
- 1979 - Adolphus Peter Elkin, presbitero e antropologo australiano (n. 1891)
- 1979 - Noemi Gabrielli, storica dell'arte, museologa e funzionaria italiana (n. 1901)
- 1979 - Cornelia Otis Skinner, attrice e scrittrice statunitense (n. 1899)
- 1980 - Arend Heyting, matematico e logico olandese (n. 1898)
- 1980 - Juan Larrea, scrittore e poeta spagnolo (n. 1895)
- 1980 - Vinícius de Moraes, poeta, cantautore e drammaturgo brasiliano (n. 1913)
- 1981 - John Franklin Bardin, scrittore statunitense (n. 1916)
- 1981 - Domenico Di Luzio, politico italiano (n. 1912)
- 1981 - Meyer Levin, scrittore e giornalista statunitense (n. 1905)
- 1981 - Michele Rolle, calciatore italiano (n. 1907)
- 1982 - Walter Denkert, generale tedesco (n. 1897)
- 1982 - Jutta Langenau, nuotatrice tedesca orientale (n. 1933)
- 1982 - Kai Warner, compositore e direttore d'orchestra tedesco (n. 1926)
- 1983 - Bienvenido Granda, cantante cubano (n. 1915)
- 1983 - Sven Jacobsson, calciatore svedese (n. 1914)
- 1983 - Luigi Silori, scrittore, critico letterario e conduttore televisivo italiano (n. 1921)
- 1983 - Tamasese Lealofi IV, politico samoano (n. 1922)
- 1984 - Jo Bouillon, compositore, direttore d'orchestra e violinista francese (n. 1908)
- 1984 - Hans Jacobson, schermidore e pentatleta svedese (n. 1947)
- 1984 - Paulo Valentim, calciatore brasiliano (n. 1933)
- 1984 - Hans Sedlmayr, storico dell'arte austriaco (n. 1896)
- 1984 - Randall Thompson, compositore statunitense (n. 1899)
- 1985 - Carlotta di Lussemburgo, nobile (n. 1896)
- 1985 - Margaret Molesworth, tennista australiana (n. 1894)
- 1986 - Nellie Campobello, scrittrice messicana (n. 1900)
- 1987 - Eduardo Fiestas, cestista peruviano (n. 1925)
- 1987 - Antonio Marietti, calciatore e attore italiano (n. 1906)
- 1987 - Hezekiah Ochuka, militare keniota (n. 1953)
- 1987 - Ulas Samčuk, scrittore e giornalista ucraino (n. 1905)
- 1987 - Raymond Stasse, schermidore belga (n. 1913)
- 1988 - Luigi Chiodi, letterato e scrittore italiano (n. 1914)
- 1988 - Anthony Holland, attore statunitense (n. 1928)
- 1988 - Kathleen Jordon Gregory, attrice statunitense (n. 1942)
- 1989 - Domenico Bartoli, giornalista e saggista italiano (n. 1912)
- 1989 - Pietro Salvatore Colombo, vescovo cattolico italiano (n. 1922)
- 1989 - Abdellah Guennoun, scrittore marocchino (n. 1908)
- 1989 - Jozef Kuchár, calciatore slovacco (n. 1919)
- 1989 - Piero Pino, chimico italiano (n. 1921)
- 1990 - Aldo Biffi, calciatore e allenatore di calcio italiano (n. 1910)
- 1990 - Hélène Boschi, pianista svizzera (n. 1917)
- 1990 - Émile Nurenberg, calciatore lussemburghese (n. 1918)
- 1990 - Ėduard Adol'fovič Penclin, regista cinematografico sovietico (n. 1903)
- 1990 - Friedrich Wegener, patologo tedesco (n. 1907)
- 1991 - Danio Bardi, pallanuotista italiano (n. 1937)
- 1991 - Bill Miller, cestista e allenatore di pallacanestro statunitense (n. 1924)
- 1991 - José Salazar López, cardinale e arcivescovo cattolico messicano (n. 1910)
- 1991 - Alberto Valera, cestista italiano (n. 1901)
- 1992 - Kelvin Coe, danzatore australiano (n. 1946)
- 1992 - Raimundo Fernández-Cuesta, politico e diplomatico spagnolo (n. 1896)
- 1992 - Maria Signorelli, scenografa e costumista italiana (n. 1908)
- 1994 - Enrico Airoldi, bobbista italiano (n. 1923)
- 1994 - Mohieddin Fikini, politico libico (n. 1925)
- 1995 - Stephen Kaplan, scrittore e conduttore radiofonico statunitense (n. 1940)
- 1995 - Werner Kümmel, biblista tedesco (n. 1905)
- 1995 - Federico Marietti, cestista italiano (n. 1927)
- 1996 - Melvin Belli, avvocato, saggista e attore statunitense (n. 1907)
- 1996 - Sergej Kurëchin, compositore, musicista e attore cinematografico sovietico (n. 1954)
- 1997 - Carol Forman, attrice statunitense (n. 1919)
- 1997 - Aurelio Ramón González, calciatore e allenatore di calcio paraguaiano (n. 1905)
- 1997 - José Puig Puig, calciatore spagnolo (n. 1922)
- 1998 - Aldo Stellita, bassista, cantante e paroliere italiano (n. 1947)
- 1999 - Karl Adam, calciatore tedesco (n. 1924)
- 1999 - Ingenuino Dallago, combinatista nordico e saltatore con gli sci italiano (n. 1910)
- 1999 - James Farmer, politico e attivista statunitense (n. 1920)
- 1999 - Edgar Shearer, calciatore inglese (n. 1909)
- 1999 - Lucilla Udovich, soprano statunitense (n. 1930)
- 2000 - Sebastiano Addamo, scrittore e poeta italiano (n. 1925)
- 2000 - Bianca Bianchi, insegnante, politica e scrittrice italiana (n. 1914)
- 2000 - Douglas Fisher, attore britannico (n. 1941)
- 2000 - Herbert Hunger, bizantinista austriaco (n. 1914)

## XXI secolo(134)
- 2001 - Pierfranco Colonna, cantante italiano (n. 1945)
- 2001 - Arie van Vliet, pistard olandese (n. 1916)
- 2002 - Cesare Benedetti, calciatore e pittore italiano (n. 1920)
- 2002 - Dave Sorenson, cestista statunitense (n. 1948)
- 2002 - Rod Steiger, attore statunitense (n. 1925)
- 2003 - Roberto Bruno, calciatore italiano (n. 1963)
- 2003 - Franz Fassbind, scrittore, drammaturgo e giornalista svizzero (n. 1919)
- 2004 - Carlo Di Palma, direttore della fotografia, regista e sceneggiatore italiano (n. 1925)
- 2004 - Rudy LaRusso, cestista statunitense (n. 1937)
- 2004 - Jean Lefebvre, attore francese (n. 1919)
- 2004 - Isabel Sanford, attrice statunitense (n. 1917)
- 2004 - Loris Scricciolo, politico italiano (n. 1923)
- 2005 - Evgenij Grišin, pattinatore di velocità su ghiaccio sovietico (n. 1931)
- 2005 - Kevin Hagen, attore statunitense (n. 1928)
- 2005 - Lu Wenfu, scrittore cinese (n. 1928)
- 2005 - Elios Vaccari, calciatore italiano (n. 1926)
- 2006 - Francesco Carassa, ingegnere italiano (n. 1922)
- 2006 - Asdrúbal Fontes Bayardo, pilota automobilistico uruguaiano (n. 1922)
- 2006 - Jack Maddox, cestista statunitense (n. 1919)
- 2006 - Ireneusz Paliński, sollevatore polacco (n. 1932)
- 2006 - Livio Puccioni, calciatore italiano (n. 1926)
- 2006 - Sergio Steve, economista italiano (n. 1915)
- 2006 - Milan Williams, tastierista statunitense (n. 1948)
- 2007 - Esteban Areta, calciatore spagnolo (n. 1932)
- 2007 - Libero Corso Bovio, avvocato italiano (n. 1948)
- 2007 - Nathan André Chouraqui, scrittore, filosofo e storico algerino (n. 1917)
- 2007 - Charles Lane, attore e doppiatore statunitense (n. 1905)
- 2007 - Viktor Mar'enko, allenatore di calcio e calciatore sovietico (n. 1929)
- 2008 - Adolfo Atienza, calciatore spagnolo (n. 1927)
- 2008 - David Ausubel, psicologo statunitense (n. 1918)
- 2008 - Charles H. Joffe, produttore cinematografico statunitense (n. 1929)
- 2009 - Albertina Giubbolini, stilista italiana (n. 1921)
- 2009 - Karen Harup, nuotatrice danese (n. 1924)
- 2010 - Jessica Anderson, scrittrice australiana (n. 1916)
- 2010 - Basil Davidson, storico e africanista britannico (n. 1914)
- 2010 - Giulio Giunta, pentatleta italiano (n. 1935)
- 2010 - Jansen José Moreira, calciatore brasiliano (n. 1927)
- 2010 - Vonetta McGee, attrice statunitense (n. 1945)
- 2010 - Milt Morin, giocatore di football americano statunitense (n. 1942)
- 2011 - Don Ackerman, cestista statunitense (n. 1930)
- 2011 - Dante Amarilli, calciatore italiano (n. 1914)
- 2011 - Würzel, chitarrista britannico (n. 1949)
- 2011 - Facundo Cabral, cantautore argentino (n. 1937)
- 2011 - Franca Stoppi, attrice italiana (n. 1946)
- 2011 - Hideo Tanaka, regista, attore e produttore cinematografico giapponese (n. 1933)
- 2011 - Michele Tossani, imprenditore italiano (n. 1918)
- 2012 - Dino Cassio, attore e cantante italiano (n. 1934)
- 2012 - Lol Coxhill, sassofonista, compositore e attore inglese (n. 1932)
- 2012 - Guido Magnone, alpinista e scultore francese (n. 1917)
- 2012 - Terepai Maoate, politico cookese (n. 1934)
- 2012 - Jacqueline Mazéas, discobola francese (n. 1920)
- 2012 - Isuzu Yamada, attrice giapponese (n. 1917)
- 2012 - Eugênio de Araújo Sales, cardinale e arcivescovo cattolico brasiliano (n. 1920)
- 2013 - Achmednabi Achmednabiev, giornalista russo (n. 1958)
- 2013 - Markus Büchel, politico liechtensteinese (n. 1959)
- 2013 - Michele Cataudella, filologo e critico letterario italiano (n. 1923)
- 2013 - Francesco Froio, politico italiano (n. 1934)
- 2013 - Elisabeth Maxwald, sciatrice austriaca (n. 1967)
- 2013 - Milena Milani, scrittrice, giornalista e artista italiana (n. 1917)
- 2013 - Diego Napolitani, psichiatra e psicanalista italiano (n. 1927)
- 2013 - Andrea Ofilada Veneracion, direttrice di coro, pianista e soprano filippina (n. 1928)
- 2013 - Masao Yoshida, ingegnere giapponese (n. 1955)
- 2014 - Julio Bernad, calciatore spagnolo (n. 1929)
- 2014 - Augusto Ermentini, psichiatra, psicologo e criminologo italiano (n. 1927)
- 2014 - Eileen Ford, imprenditrice statunitense (n. 1922)
- 2014 - Elenor Gordon, nuotatrice britannica (n. 1934)
- 2014 - Ermanno Tarabbia, calciatore e allenatore di calcio italiano (n. 1933)
- 2014 - Janet Thompson, cestista statunitense (n. 1933)
- 2014 - Ken Thorne, compositore britannico (n. 1924)
- 2015 - Michael Masser, compositore e produttore discografico statunitense (n. 1941)
- 2015 - Roger Mathis, calciatore svizzero (n. 1921)
- 2015 - Sa'ud bin Faysal bin Abd al-Aziz Al Sa'ud, principe e politico saudita (n. 1940)
- 2015 - Mario Sereni, baritono italiano (n. 1928)
- 2015 - Ettore Stratta, produttore discografico e direttore d'orchestra italiano (n. 1933)
- 2016 - Víctor Barrio, torero spagnolo (n. 1987)
- 2016 - Emilio Gatti, ingegnere e fisico italiano (n. 1922)
- 2016 - Adrian Monger, canottiere australiano (n. 1932)
- 2016 - Silvano Piovanelli, cardinale e arcivescovo cattolico italiano (n. 1924)
- 2016 - Sydney Schanberg, giornalista e scrittore statunitense (n. 1934)
- 2016 - Fritzi Schwingl, canoista austriaca (n. 1921)
- 2017 - Il'ja Sergeevič Glazunov, pittore russo (n. 1930)
- 2017 - Paquita Rico, attrice e cantante spagnola (n. 1929)
- 2017 - Michka Saäl, regista e sceneggiatrice francese (n. 1949)
- 2018 - Antonio Buccione, calciatore italiano (n. 1940)
- 2018 - Peter Carington, VI barone Carrington, nobile e politico britannico (n. 1919)
- 2018 - Oliver Knussen, compositore e direttore d'orchestra britannico (n. 1952)
- 2018 - Alberto Mottini, cestista italiano (n. 1958)
- 2018 - Hans Günter Winkler, cavaliere tedesco (n. 1926)
- 2019 - Domenico Bova, politico italiano (n. 1946)
- 2019 - Fernando de la Rúa, avvocato, docente e politico argentino (n. 1937)
- 2019 - Freddie Jones, attore britannico (n. 1927)
- 2019 - Johnny Kitagawa, imprenditore giapponese (n. 1931)
- 2019 - Ross Perot, imprenditore e politico statunitense (n. 1930)
- 2019 - Aaron Rosand, violinista e insegnante statunitense (n. 1927)
- 2019 - Rip Torn, attore e regista statunitense (n. 1931)
- 2020 - Giovanni Bortot, politico e partigiano italiano (n. 1928)
- 2020 - Eric Keck, sciatore alpino statunitense (n. 1968)
- 2020 - Antonio Krăstev, sollevatore bulgaro (n. 1961)
- 2020 - Park Won-soon, politico sudcoreano (n. 1956)
- 2020 - Vladimir Sal'kov, calciatore e allenatore di calcio sovietico (n. 1937)
- 2020 - Lino Sentimenti, calciatore italiano (n. 1929)
- 2020 - Gabriella Tucci, soprano italiano (n. 1929)
- 2021 - Boris Andreev, cosmonauta e ingegnere sovietico (n. 1940)
- 2021 - Alberto Bruschi, antiquario, storico e collezionista d'arte italiano (n. 1944)
- 2021 - Paul Huntley, parrucchiere e truccatore britannico (n. 1933)
- 2021 - Vladimir Karasev, scacchista russo (n. 1938)
- 2021 - Gian-Franco Kasper, dirigente sportivo svizzero (n. 1944)
- 2021 - Frank Lui, politico niueano (n. 1935)
- 2021 - Paul Mariner, calciatore e allenatore di calcio inglese (n. 1953)
- 2021 - Jehan Sadat, attivista egiziana (n. 1933)
- 2022 - Mino Di Bartolo, allenatore di pallanuoto italiano (n. 1926)
- 2022 - L.Q. Jones, attore, regista e produttore cinematografico statunitense (n. 1927)
- 2022 - Juan Roca, cestista cubano (n. 1950)
- 2022 - Ann Shulgin, scrittrice statunitense (n. 1931)
- 2022 - Barbara Thompson, sassofonista, flautista e compositrice britannica (n. 1944)
- 2022 - Bernard Toone, cestista statunitense (n. 1956)
- 2022 - András Törőcsik, calciatore ungherese (n. 1955)
- 2023 - Joe Campbell, giocatore di football americano statunitense (n. 1955)
- 2023 - Manny Coto, sceneggiatore, regista e produttore televisivo statunitense (n. 1961)
- 2023 - Andrea Evans, attrice statunitense (n. 1957)
- 2023 - Michele Arcangelo Iocca, disegnatore e fumettista italiano (n. 1925)
- 2023 - Porfirio Muñoz Ledo, politico e diplomatico messicano (n. 1933)
- 2023 - Asbjørn Sennels, calciatore danese (n. 1979)
- 2023 - Luis Suárez, calciatore e allenatore di calcio spagnolo (n. 1935)
- 2024 - Enzo Chiomenti, fumettista italiano (n. 1930)
- 2024 - Jim Inhofe, politico statunitense (n. 1934)
- 2024 - Giuseppe Carlo Marino, storico italiano (n. 1939)
- 2024 - Antonino Recca, chimico italiano (n. 1949)
- 2024 - Maxine Singer, biologa statunitense (n. 1931)
- 2024 - Jerzy Stuhr, attore e regista polacco (n. 1947)
- 2025 - Osvaldo Aquino, calciatore paraguaiano (n. 1952)
- 2025 - Frank Layden, allenatore di pallacanestro e dirigente sportivo statunitense (n. 1932)
- 2025 - Ryan Reid, cestista statunitense (n. 1986)
- 2025 - Steven Rose, biologo britannico (n. 1938)